# 3220 Murayama
A 3220 Murayama (ideiglenes jelöléssel 1951 WF) a Naprendszer kisbolygóövében található aszteroida. Marguerite Laugier fedezte fel 1951. november 22-én.